# خانه ابوالحسن دیهیمی
خانه ابوالحسن دیهیمی مربوط به دوره قاجار است و در شیراز، خیابان بین الحرمین، کوچه حمام محتسب پ۲۵ واقع شده و این اثر در تاریخ ۱۰ خرداد ۱۳۸۲ با شمارهٔ ثبت ۸۶۹۹ به‌عنوان یکی از آثار ملی ایران به ثبت رسیده است.